# Liste der portugiesischen Botschafter auf den Bahamas
Die Liste der portugiesischen Botschafter auf den Bahamas listet die Botschafter der Republik Portugal auf den Bahamas auf. Die beiden Staaten unterhalten direkte diplomatische Beziehungen. Am 5. Januar 1995 akkreditierte sich der erste portugiesische Botschafter auf den Bahamas, Portugals Vertreter mit Amtssitz in der US-amerikanischen Hauptstadt Washington. Die Bahamas gehören seither zum Amtsbezirk der portugiesischen Botschaft in den USA, deren Missionschef dazu auf den Bahamas doppelakkreditiert wird.
In Nassau, der Hauptstadt der Bahamas, unterhält Portugal ein Konsulat.

## Missionschefs
| Name                                            | Bild    | Akkreditierungsdatum | Anmerkungen                                  |
| Bahamas                                         | Bahamas | Bahamas              | Bahamas                                      |
| ----------------------------------------------- | ------- | -------------------- | -------------------------------------------- |
| Francisco José Laço Treichler Knopfli           |         | 5. Januar 1995       | erster Botschafter Portugals auf den Bahamas |
| Fernando António de Lacerda Andressen Guimarães |         | 22. März 1996        |                                              |
| João Alberto Bacelar da Rocha Páris             |         | 9. April 2002        |                                              |
| João de Vallera                                 |         | 24. Juli 2010        |                                              |
| Domingos Teixeira de Abreu Fezas Vital          |         | 4. März 2019         |                                              |